# Compus de șase octaedre
Un compus de șase octaedre are două forme. O formă este un aranjament simetric de șase octaedre, considerate drept bipiramide pătrate. Este un caz particular de dual al compusului de șase cuburi cu libertate de rotație.
Cealaltă formă este dualul unei alte forme a compusului de șase cuburi.